# Rakovicius ainu
Rakovicius ainu är en skalbaggsart som beskrevs av Lewis 1895. Rakovicius ainu ingår i släktet Rakovicius och familjen Aphodiidae. Inga underarter finns listade i Catalogue of Life.